# هومنمن

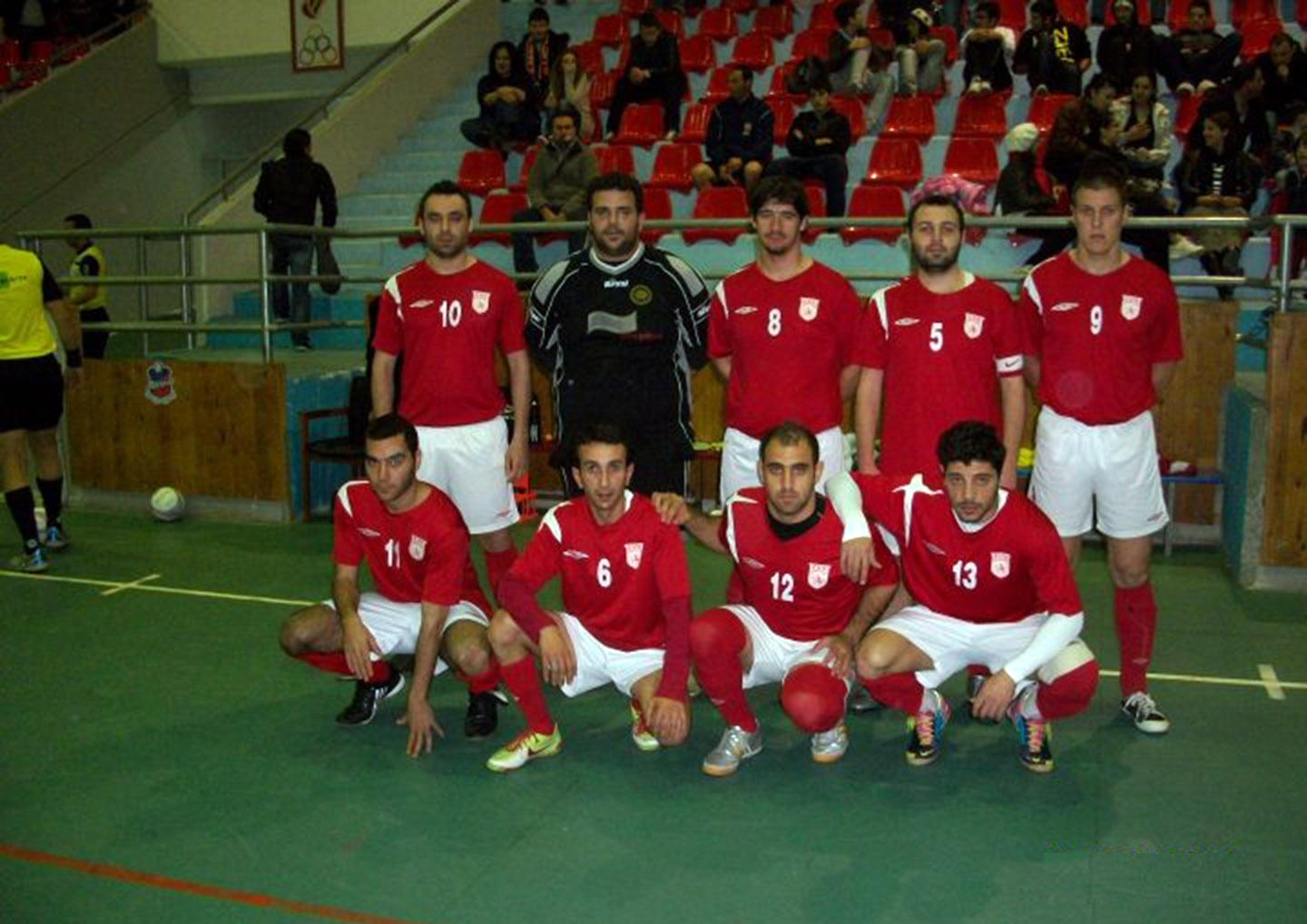

يجب التمييز بين نادي هومنمن، والنادي الرياضي الأرمني هومنتمن
هومنمن (بالأحرف اللاتينية Homenmen بالأرمنية (Հայ Մարմնամարզական Միութիւն (Հ.Մ.Մ أي "الاتحاد الرياضي الأرمني) والمعروف أيضاً بـ"نادي الهومنمن" جمعية رياضية وكشفية أرمنية عامة لها وجود على مدى الانتشار الأرمني في العالم.
تأسست الجمعية عام 1921 في حلب، سوريا وانتشرت الفروع في كل أنحاء العالم حيث الانتشار الأرمني، مع فروع عديدة في الكثير من الدول العربية (لبنان، سوريا، الكويت) وبلدان أوروبا وأميركا الشمالية والجنوبية وفي أستراليا.
البرنامج الرياضي للهومنمن يتضمن العديد من الرياضات الجماعية والفردية، وفريق «هومنمن بيروت» لكرة القدم حاز 4 مرات على بطولة الدوري اللبناني أعوام 1945، 1954، 1957، 1961.

## وصلات خارجية
- الموقع العام لهومنمن
- موقع هومنتمن لبنان

## طالع
نادي الهومنمن بيروت